# U.S. Route 24 (Illinois)
La U.S. Route 24 o Ruta Federal 24 (abreviada US 24) es una autopista federal ubicada en el estado de Illinois, Estados Unidos. La autopista inicia en el oeste desde la US 24  hacia el este en la US 24  , US 52 . La autopista tiene una longitud de 410,6 km (255.13 mi).

## Mantenimiento
Al igual que las carreteras estatales, las carreteras interestatales, y el resto de rutas federales, la U.S. Route 24 es administrada y mantenida por el Departamento de Transporte de Illinois por sus siglas en inglés IDOT.

## Cruces
La U.S. Route 24 es atravesada principalmente por la  I 172  US 67  I 74  I 55 .